# Phasmarhabditis nidrosiensis
Phasmarhabditis nidrosiensis är en rundmaskart. Phasmarhabditis nidrosiensis ingår i släktet Phasmarhabditis, och familjen Rhabditidae. Arten är reproducerande i Sverige.